# バッファロー・ソルジャー

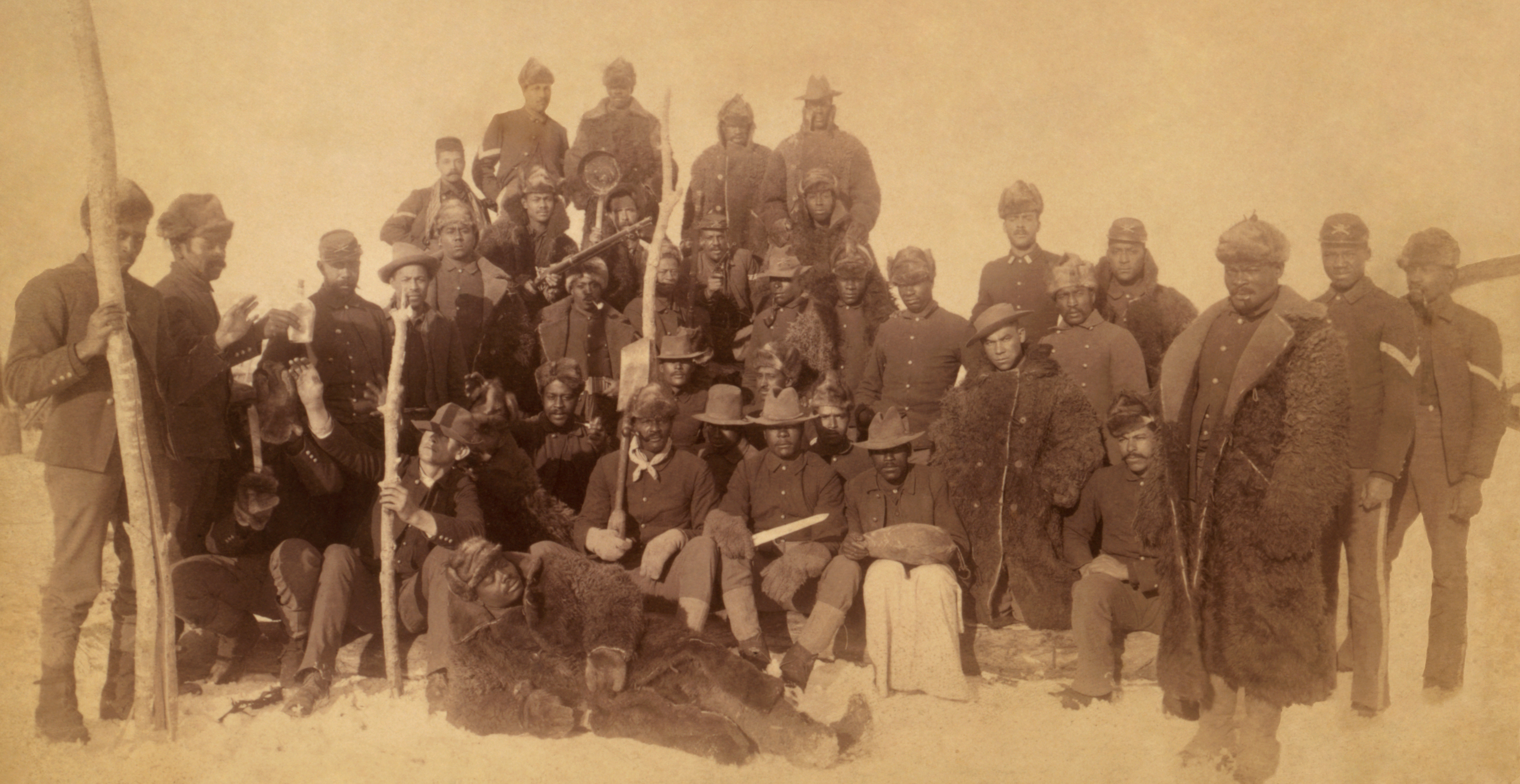
1890年、モンタナ州での第25歩兵連隊

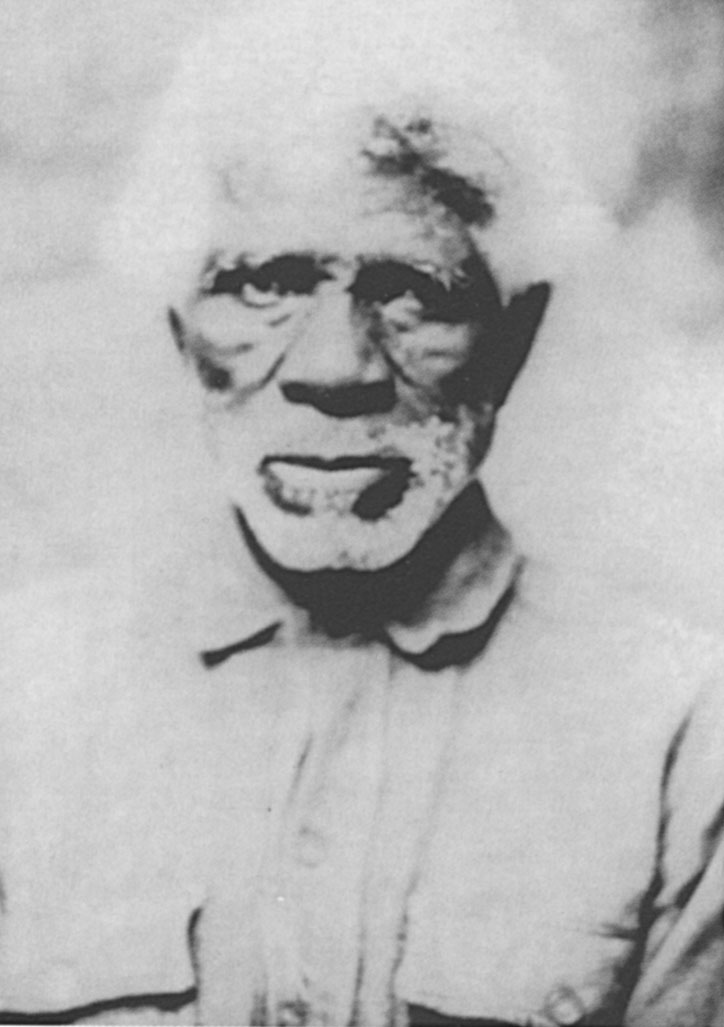
合衆国第24連隊での任務で名誉勲章を受けたPompey Factor

バッファロー・ソルジャー(Buffalo Soldier)とは、もともとアメリカ合衆国陸軍第10騎馬連隊の会員に適用されたニックネームで、1866年9月21日にカンザス州レブンワース砦で戦ったインディアンによって名付けられた。最終的にこの用語は、1866年に創設された、合衆国第9騎馬連隊、合衆国第10騎馬連隊、第24歩兵連隊、第25歩兵連隊、第38歩兵連隊（第2期）の全ユニットと同義になった。
南北戦争の間、いくつかのアフリカ系アメリカ人の連隊（第54マサチューセッツ志願兵部隊と多くの黒人部隊）が北軍と並んで戦うために立ち上がったが、「バッファロー・ソルジャー」は正規のアメリカ陸軍のうち、平時の黒人連隊として議会によって創設された初の連隊である。
2005年9月6日、最も長生きしたバッファロー・ソルジャーのマーク・マシューズが111歳で死亡した。彼はアーリントン国立墓地に埋葬された。

## 名前の由来
「バッファロー・ソルジャー」というあだ名がどのように始まったという点では出典により見解が分かれている。バッファロー・ソルジャーズ国立博物館によると、名前は1867年にシャイアン族の戦士に由来し、実際のシャイアン語の翻訳では「ワイルド・バッファロー」であった。しかし、作家のウォルター・ヒルは、第10騎馬連隊を設立したベンジャミン・グリアソン大佐の、1871年のコマンチェ族に対する戦役に由来する説明を文書に残している。ヒルは、グリアソンの主張に依拠して、名前の起源はコマンチェ族によるものと考えた。アパッチ族も同じ呼び名（「我らは彼らを『バッファロー・ソルジャー』と呼ぶ。それは彼らの髪がバイソンのように縮れ曲がっているからだ。」）を使用していて、このことはほかの出典においても確認できる。彼らが冬に着るバイソンの上着ゆえに平原インディアンが名付けたとする説もある。バッファロー・ソルジャーという用語は、すべてのアフリカ系アメリカ人の軍人の総称になった。それは現在、1866年に創設されたいずれかのアフリカ系ユニット直系の、アメリカ陸軍のユニットに対して使用されている。

## 彼らの任務
南北戦争の間、合衆国政府は、白人士官の率いる黒人兵士で構成された、アメリカ合衆国黒人部隊として知られる連隊を形成した。戦争の後、議会は軍を再編成し、第9および第10合衆国騎馬隊として黒人騎馬隊の2連隊と、第38、39、40、41歩兵連隊(有色)として黒人歩兵隊の4連隊の構成を認可した。第38および第41連隊は第25歩兵連隊として再編成され、1869年11月に、本部をニューオーリンズのジャクソン・バラックスに置いた。第39および第40連隊は第24歩兵連隊として再編成され、1869年4月にテキサス州クラーク砦に本部を置いた。これらのユニットのすべては、ベンジャミン・グリアソン、ラナルド・S・マッケンジーなどの白人士官、臨時でヘンリー・O・フリッパー(en:Henry Ossian Flipper)などの黒人士官の指揮の下、黒人下士官兵で構成された。
1866年から1890年代初頭まで、これらの連隊はアメリカ合衆国南西部（アパッチ戦争）とグレートプレーンズ地域でのさまざまな戦役を務めた。彼らは、これらの領域での軍事行動の大部分に参加して、顕著な実績を残した。インディアン戦争の間、これらの4つの連隊から、13人の下士官兵と6人の士官が名誉勲章を手に入れた。軍事行動に加えて、「バッファロー・ソルジャー」は道路の建設から合衆国郵便の護衛まで、辺境地でさまざまな役割を果たした。
インディアン戦争が1890年代に終わった後も、連隊は任務を継続し、サンフアンヒルの戦い(en:Battle of San Juan Hill)を含む米西戦争に参加し、ここでさらに5つの名誉勲章を受けた。彼らは1916年、メキシコへのパンチョ・ヴィラ遠征(en:Pancho Villa Expedition)や米比戦争にも参加した。
バッファロー・ソルジャーの物語において忘れられている貢献は、最初の国立公園レンジャーのいくつかとしてカリフォルニア州のシエラネバダ山脈で務めた、第9騎馬連隊の8部隊と第24歩兵連隊の1中隊である。1899年、第24歩兵連隊のH中隊のバッファロー・ソルジャーは、セコイア国立公園とキングズ・キャニオン国立公園と同様に、ヨセミテ国立公園で短期間務めた。
アメリカ陸軍連隊はこれらの国立公園に1891年から務めていたが、1899年までは兵士は白人であった。1899年に始まって、1903年と1904年と続いて、黒人連隊は夏期の間、アメリカで2番目(セコイヤ)と3番目（ヨセミテ）に古い国立公園で務めた。1916年に国立公園局ができる前にこれらの兵士が務めたために、「パーク・レンジャーズ」（公園管理者）という言葉が生まれた。
一人の特定のバッファロー・ソルジャーは歴史に残っている。1903年の夏にセコイヤ国立公園で第9騎馬連隊「I」部隊に務めていたチャールズ・ヤング(en:Charles Young)大尉である。チャールズ・ヤングはウエストポイントの陸軍士官学校を卒業した3人目のアフリカ系アメリカ人で、彼の死の時点では、彼はアメリカ軍で最も高い地位にいたアフリカ系アメリカ人だった。彼は1903年、セコイヤとキングズ・キャニオンの国立公園の軍事最高責任者になることで、セコイヤ国立公園の歴史に名を残した。公園でのヤングの在職中、彼は巨大なセコイヤの木をブッカー・T・ワシントンと名付けた。最近になって、広大な森林の中の他のセコイヤの巨木がキャプテン・チャールズ・ヤングにちなんで名付けられた。チャールズ・ヤングの子孫の中には、その儀式に出席した人もいた。チャールズ・ヤングは、国立公園の最初のアフリカ系アメリカ人の最高責任者でもある。

### その他の公園の貢献
1903年、セコイヤの第9騎馬兵は、当時アメリカ合衆国の最高峰であったホイットニー山の頂上までの最初の道を切り開き、セコイヤ国立公園で最も有名なセコイヤの巨木の森林、ジャイアント・フォレストに最初の使用可能な馬車道を作った。
1904年、ヨセミテの第9騎馬兵は、ヨセミテ国立公園の南セクションのマーセッドのサウス・フォークに植物園を建設した。この植物園には、小道、ベンチがあり、いくつかの植物が英語とラテン語の両方で特定された。ヨセミテの植物園は国立公園制度における最初の博物館であると考えられる。
シエラネバダでは、バッファロー・ソルジャーは、鞍の上で、少ない食糧と人種差別、家族と友人と疎遠な状態で長期間を耐えた。軍事管理者として、アフリカ系アメリカ人の騎兵と歩兵連隊は非合法な牧草の採取、密猟、材木泥棒、および山火事から国立公園を保護した。
さらにもうひとつの「忘れられた物語」としては、かなり最近まで、ヨセミテの公園管理者のシェルトン・ジョンソンは、シエラネバダのバッファロー・ソルジャーの貢献を回復して祝賀しようとして、これらの歴史を研究して解釈した。
合計して、20名以上のバッファロー・ソルジャーが名誉勲章を受けた。これはどのアメリカ合衆国の軍事ユニットで最も高い数である。

## 制度の偏見
「バッファロー・ソルジャー」はしばしば米国陸軍の他のメンバーからの人種的偏見に直面し、軍人が時折配置された領域の民間人は暴力で応じた。「バッファロー・ソルジャー」は、1899年テキサス州リオグランデシティ、1906年テキサス州ブラウンスヴィル、1917年テキサス州ヒューストンで、人種的な騒動に見舞われた。
組織化されたユニットの「バッファロー・ソルジャー」は、第1次世界大戦中参加しなかったが、経験豊富な下士官が、第317工兵大隊のような他の黒人部隊を軍事作戦に利用した。
第二次世界大戦前、防衛産業において人種に基づく雇用差別が依然として常態であったが、公民権運動の指導者らは変革を求めて組織化を進め、アフリカ系アメリカ人初の労働組合「寝台車ポーターの同胞団」は大統領に防衛産業の黒人への開放を求めてワシントンへのデモ行進を計画した。海兵隊司令官をはじめ将校らの激しく反対により大統領は抵抗したものの妻エレノアの説得もあって、ルーズベルト大統領はデモ行進が行われる 1 週間前の 1941 年 6 月 25 日、大統領は防衛産業や政府における差別防止の必要性を認めた大統領令 8802 号に署名した。これにより全ての連邦軍が黒人に開かれたが、これは軍における人種分離方針を禁じるものではなかった。
当時、黒人歩兵第25連隊はフォート・フワチューカを拠点としていた。戦争中、フォート・フワチュカは黒人第92歩兵師団と第93歩兵師団の本拠地となった。第92歩兵師団は "バッファロー師団 "と呼ばれ、イタリア戦線で活躍した。第93歩兵師団（第25歩兵連隊を含む）は太平洋戦線で活躍した。第2次世界大戦中に騎兵第9連隊と騎兵第10連隊はほとんど解体され、兵士たちは第2騎兵師団全体とともに、後方支援中心の部隊に移された。これらとは別に、独立した黒人の砲兵大隊、戦車大隊、対戦車大隊、補給支援大隊が第二次世界大戦で活躍した。これらの部隊はすべて、バッファロー・ソルジャーズの伝統をある程度受け継いでいた。なお、バッファロー・ソルジャーズの流れとは別のものになるが、長らく黒人を採用していなかった海兵隊も1942年頃から黒人を採用、2万人以上の黒人がモントフォード・ポイントで訓練を受け、「モントフォード・ポインターズ」と呼ばれた。第2次世界大戦中、約1万3000人の隊員が海外に派兵されたが、沖縄本島上陸作戦では約2000名が上陸支援業務にあたった。
何らかの公的な抵抗と行政上の障害にもかかわらず、タスキーギ・エアメン(en:Tuskegee Airmen)などの黒人のパイロットは訓練されて、ヨーロッパでの空中戦を戦い、技能と勇気に関する評判を増した。
1945年前半、バルジの戦いの後に、ヨーロッパのアメリカ軍部隊は戦闘部隊の不足を経験した。このときに黒人兵を起用し、優秀な成績を確立したことで、黒人雇用に関する戦後の変化の前兆となった。

## 朝鮮戦争と統合
1948年、ハリー・トルーマン大統領は大統領令9981号に署名した。これは軍隊の人種分離方針を廃し、ジム・クロウ法を通じて施行された社会規範に反する最初の連邦法となった。朝鮮戦争中に黒人兵士と白人兵士は初めて同じ部隊の中で活動することになった。
第24歩兵連隊は朝鮮戦争の間、戦闘に参加した最後の黒人兵士ばかりの連隊だった。朝鮮半島に進出する直前に、この連隊の兵士のうち約200名が、完全武装のまま小倉キャンプ（北九州市小倉南区城野）から集団脱走し、キャンプ周辺において殺人、強姦、暴行、傷害、強盗、窃盗など70数件の事件（小倉黒人米兵集団脱走事件）を起こしている。第24連隊は1951年に解散し、兵士は韓国で他のユニットと統合された。1951年12月12日、最後のバッファロー・ソルジャー部隊、第27および第28騎馬兵部隊も解散した。
バッファロー・ソルジャーの2個の記念碑が、カンザス州のレブンワース砦とジャンクションシティーにある。当時の統合参謀本部議長コリン・パウエルは1992年7月のレブンワース砦記念碑の除幕のための招待演説者だった。

## 文化的な影響

### 音楽
ボブ・マーリーとキング・スポーティが共同制作した楽曲「バッファロー・ソルジャー」は、ボブ・マーリー&ザ・ウェイラーズの1983年のアルバム『Confrontation』に収録されている。特にマーリーのようなラスタファリアンを含む多くのジャマイカ人は、「バッファロー・ソルジャー」を、長い間白人に支配されてきた分野で勇気と名誉を持って働き、人種差別と偏見に負けずに戦った黒人男性の一例として同一視した。

### 映画
バッファロー・ソルジャー部隊は度々映画にも取り上げられている。
1960年、『バファロー大隊』（ジョン・フォード監督）
2001年、『戦争のはじめかた』（原題:"Buffalo Soldiers"）
2008年、『セントアンナの奇跡』（スパイク・リー監督）